# Catedral basílica de Nuestra Señora del Pilar (São João del Rei)
La Catedral Basílica de Nuestra Señora del Pilar o simplemente Catedral de São João del Rei (en portugués: Catedral Basílica Nossa Sehora do Pilar) Es el asiento de la diócesis de São João del Rei, en Minas Gerais, Brasil. Es un gran representante del arte colonial brasileño, que contiene una rica decoración en dorado, pinturas y estatuas, estando bajo la protección del Instituto del Patrimonio Artístico Nacional de Brasil (IPHAN).
La historia de la basílica está estrechamente ligada a la historia de la ciudad y se inicia a principios del siglo XVIII, cuando se levantó entre 1703 y 1704 una capilla de barro cubierta de paja en la parte superior del Morro da Forca dedicada a la Virgen del Pilar. Alrededor de esta capilla, la primera de la ciudad, formaron un campamento.  En 1709 la capilla fue incendiado durante la Guerra de las Emboabas.
Unos años más tarde la Hermandad del Santísimo Sacramento, fundada en 1711 y reservado a los hombres blancos ricos del pueblo, quiso levantar un nuevo templo para reemplazar la capilla original que fue destruida, pero situándola en el centro del pueblo. La licencia para la construcción fue concedida el 12 de septiembre de 1721.

## Véase también

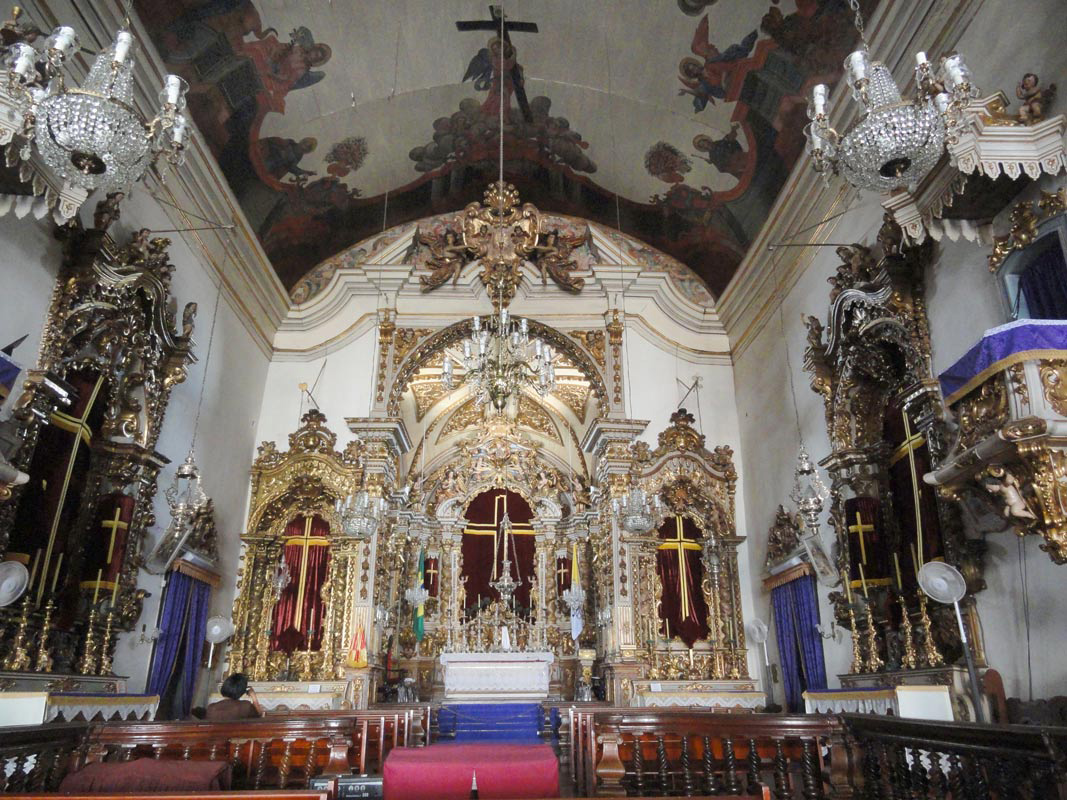
Vista interna